# Classe de régularité
 (avril 2017).
Si vous disposez d'ouvrages ou d'articles de référence ou si vous connaissez des sites web de qualité traitant du thème abordé ici, merci de compléter l'article en donnant les références utiles à sa vérifiabilité et en les liant à la section « Notes et références ».
En mathématiques et en analyse, les classes de régularité des fonctions numériques constituent une classification des fonctions basée sur l’existence et la continuité des dérivées itérées de cette fonction sur son ensemble de définition. La classe de régularité d'une fonction  indique jusqu'à quel ordre n la dérivée n-ième d'une fonction existe et si celle-ci est continue, indépendamment de la forme ou de l’allure de la fonction (monotonie, convexité, zéros, etc.).
La classe de régularité d'une fonction dépend de son domaine de définition.

## Domaine en dimensionn= 1
Si J est un intervalle de ℝ et {\displaystyle k\geq 1} un entier, on considère les espaces fonctionnels suivants :
- {\displaystyle {\mathcal {C}}^{0}(J,\mathbb {R} )} : l'ensemble des fonctions continues de J vers ℝ ;
- {\displaystyle {\mathcal {D}}^{k}(J,\mathbb {R} )} : l'ensemble des fonctions de J vers ℝ qui sont {\displaystyle k} fois dérivables ;
- {\displaystyle {\mathcal {C}}^{k}(J,\mathbb {R} )} : le sous-ensemble de {\displaystyle {\mathcal {D}}^{k}(J,\mathbb {R} )} constitué des fonctions dont la {\displaystyle k}-ième dérivée est continue ;
- {\displaystyle {\mathcal {C}}^{\infty }(J,\mathbb {R} )}, ou de manière strictement équivalente {\displaystyle {\mathcal {D}}^{\infty }(J,\mathbb {R} )} : l'ensemble des fonctions indéfiniment dérivables (c'est-à-dire {\displaystyle n} fois dérivables pour tout entier {\displaystyle n}) de J vers ℝ, aussi appelées fonctions lisses ou régulières[1].

On dira d'une fonction f qui est k fois dérivable, donc appartenant à {\displaystyle {\mathcal {D}}^{k}(J,\mathbb {R} )} qu'elle est de classe Dk sur J.  De même une fonction appartenant à {\displaystyle {\mathcal {C}}^{k}(J,\mathbb {R} )} est dite de classe Ck sur J. 
Puisque la dérivabilité implique la continuité, une fonction dérivable (donc de classe D1) est nécessairement continue (donc de classe C0). De même l'existence de la k-ième dérivée implique la continuité de la dérivée d'ordre k – 1. Ces ensembles satisfont donc la suite d'inclusions :
{\displaystyle {\mathcal {C}}^{0}(J)\supset {\mathcal {D}}^{1}(J)\supset {\mathcal {C}}^{1}(J)\supset {\mathcal {D}}^{2}(J)\supset {\mathcal {C}}^{2}(J)\supset \cdots \supset {\mathcal {D}}^{k}(J)\supset {\mathcal {C}}^{k}(J)\supset \cdots \supset {\mathcal {C}}^{\infty }(J).}
Ces ensembles forment des algèbres sur ℝ pour les lois usuelles.
La continuité est liée aux topologies usuelles sur J et sur ℝ. Par contre, il n’est pas précisé si J est ouvert, fermé, semi-ouvert, demi-droite ou ℝ entier. La topologie (ou éventuellement la norme) associée à ces espaces n'est pas non plus explicitée ici (voir Espace de Fréchet).
Lorsque le contexte est clair, l’« argument » ℝ est ignoré dans la notation, et il en va parfois de même du domaine de définition (c’est habituellement le cas lorsque J = ℝ).
Deux autres catégories sont couramment évoquées :
- {\displaystyle {\mathcal {C}}_{I}^{0}(J)} l’ensemble des fonctions continues par morceaux ;
- {\displaystyle {\mathcal {C}}_{I}^{k}(J)} (avec {\displaystyle k\geq 1}) le sous-ensemble de {\displaystyle {\mathcal {D}}^{k}(J)} constitué des fonctions dont la {\displaystyle k}-ième dérivée est continue par morceaux ;
- {\displaystyle {\mathcal {C}}_{0}^{k}(J)} le sous-ensemble de {\displaystyle {\mathcal {C}}^{k}(J)} constitué des fonctions dont le support est compact dans un ouvert contenu dans J ;
- {\displaystyle {\mathcal {C}}_{0}^{\infty }(J)} le sous-ensemble de {\displaystyle {\mathcal {C}}^{\infty }(J)} constitué des fonctions dont le support est compact dans un ouvert contenu dans J.

Ils satisfont les inclusions suivantes :
{\displaystyle {\mathcal {D}}^{k}(J)\supset {\mathcal {C}}_{I}^{k}(J)\supset {\mathcal {C}}^{k}(J)\supset {\mathcal {C}}_{0}^{k}(J)}.
Si l'intervalle J est non trivial, tous ces ensembles constituent, munis de leurs lois, des algèbres de dimension card(ℝ).

## Domaine en dimensionn> 1
Soit {\displaystyle \Omega \subset \mathbb {R} ^{n}} un ouvert borné, de frontière {\displaystyle \partial \Omega } et d’adhérence {\displaystyle {\overline {\Omega }}}.
Pour simplifier, supposons que {\displaystyle \Omega } soit un domaine « régulier » ; par exemple et pour fixer les idées, que le théorème de la divergence soit valable pour toute fonction suffisamment lisse sur {\displaystyle \mathbb {R} ^{n}}.
Dans ce cadre, les définitions précédentes conservent leur validité en remplaçant J par {\displaystyle {\overline {\Omega }}} et en prenant « dérivée » au sens de « différentielle ».